# Teresa Gabriele
Teresa Gabriele, née le 23 novembre 1979 à Mission, en Colombie-Britannique, est une joueuse canadienne de basket-ball. Elle évolue au poste d'arrière.

## Palmarès
- 3e du championnat des Amériques 2003, 2005, 2009, 2011